# 播磨町 (大阪市)
播磨町（はりまちょう）は、大阪府大阪市阿倍野区にある町名。現行行政地名は播磨町一丁目から播磨町三丁目。

## 地理
阿倍野区の南東部に位置し、東に阪南町、北に王子町、北西に北畠と万代、西に住吉区大領と万代東、南に住吉区長居西と接している。

## 歴史

### 地名の由来
王子町4丁目に所在する播磨塚の名に由来する。

### 沿革
1966年（昭和41年）、大阪市阿倍野区播磨町東1 - 3丁目と播磨町西1 - 2丁目・阪南町西1 - 6丁目・住吉町・西長居町・大領町1 - 2丁目・北畠東1 - 2丁目・万代東1 - 2丁目の各一部より、播磨町1 - 3丁目成立。

## 世帯数と人口
2024年（令和6年）9月30日現在の世帯数と人口は以下の通りである。
| 丁目         | 世帯数    | 人口    |
| ------------ | --------- | ------- |
| 播磨町一丁目 | 1,347世帯 | 2,789人 |
| 播磨町二丁目 | 429世帯   | 1,001人 |
| 播磨町三丁目 | 989世帯   | 2,126人 |
| 計           | 2,765世帯 | 5,916人 |

### 人口の変遷
国勢調査による人口の推移。
| 1995年（平成7年）  | 4,833人 | [ 7 ]  |  |
| 2000年（平成12年） | 4,719人 | [ 8 ]  |  |
| 2005年（平成17年） | 5,395人 | [ 9 ]  |  |
| 2010年（平成22年） | 5,295人 | [ 10 ] |  |
| 2015年（平成27年） | 5,570人 | [ 11 ] |  |
| 2020年（令和2年）  | 5,781人 | [ 12 ] |  |

### 世帯数の変遷
国勢調査による世帯数の推移。
| 1995年（平成7年）  | 2,021世帯 | [ 7 ]  |  |
| 2000年（平成12年） | 1,951世帯 | [ 8 ]  |  |
| 2005年（平成17年） | 2,265世帯 | [ 9 ]  |  |
| 2010年（平成22年） | 2,299世帯 | [ 10 ] |  |
| 2015年（平成27年） | 2,383世帯 | [ 11 ] |  |
| 2020年（令和2年）  | 2,561世帯 | [ 12 ] |  |

## 学区
市立小・中学校に通う場合、学区は以下の通りとなる。なお、小学校・中学校入学時に学校選択制度を導入しており、通学区域以外に阿倍野区の小学校（自宅から概ね2km以内）・中学校から選択することも可能。
| 丁目         | 番   | 小学校             | 中学校             |
| ------------ | ---- | ------------------ | ------------------ |
| 播磨町一丁目 | 全域 | 大阪市立阪南小学校 | 大阪市立阪南中学校 |
| 播磨町二丁目 | 全域 | 大阪市立阪南小学校 | 大阪市立阪南中学校 |
| 播磨町三丁目 | 全域 | 大阪市立阪南小学校 | 大阪市立阪南中学校 |

## 事業所
2021年（令和3年）現在の経済センサス調査による事業所数と従業員数は以下の通りである。
| 丁目         | 事業所数  | 従業員数 |
| ------------ | --------- | -------- |
| 播磨町一丁目 | 96事業所  | 586人    |
| 播磨町二丁目 | 20事業所  | 77人     |
| 播磨町三丁目 | 11事業所  | 80人     |
| 計           | 127事業所 | 743人    |

## 交通

### バス
2020年現在
- 大阪シティバス[16]
  - 3・54A・54B号系統：播磨町一丁目
  - 54D号系統：播磨町一丁目 …→… 播磨町三丁目
  - 62・63・64・67号系統：播磨町

### 道路
- 大阪府道5号大阪港八尾線
- 大阪府道30号大阪和泉泉南線（あべの筋）

## 施設
- 大阪市消防局 阿倍野消防署 阪南出張所
- 西園寺
- 萬代家住宅主屋（国・登録文化財）
- 播磨大領公園

## その他

### 日本郵便
- 郵便番号 : 545-0022[3]（集配局：阿倍野郵便局[17]）